# Magnus Midtbø
Magnus Midtbø (ur. 18 września 1988 w Bergen) – norweski wspinacz sportowy. Specjalizuje się boulderingu, prowadzeniu oraz we wspinaczce łącznej i klasycznej. Brązowy medalista World Games w 2013 we wspinaczce sportowej w konkurencji w prowadzenie.

## Kariera
W zawodach wspinaczkowych, które były rozgrywane na mistrzostwach świata w 2014 w Monachium (rozegrano tylko bouldering), a pozostałe konkurencje przeprowadzone zostały w hiszpańskim Gijón zajął szóste miejsce w wspinaczki łącznej.
Uczestnik World Games w 2013 w kolumbijskim Cali, gdzie zdobył brązowy medal we wspinaczce sportowej w konkurencji prowadzenie.
Wielokrotny uczestnik festiwalu wspinaczkowego Rock Master, który corocznie odbywa się na słynnych ścianach wspinaczkowych w Arco, gdzie był zapraszany przez organizatora zawodów. Brązowy medalista tych zawodów wspinaczkowych w 2013 w konkurencji duel.

## Osiągnięcia

### Mistrzostwa świata
| Konkurencje        | 2005 | 2007 | 2009 | 2011 | 2012 | 2014 |
| Bouldering         | —    | 41   | 29   | 37   | —    | 31   |
| Prowadzenie        | 5    | 8    | 24   | 4    | 9    | 11   |
| Wspinaczka na czas | —    | —    | —    | 68   | —    | 36   |
| Wspinaczka łączna  | –    | —    | —    | —    | —    | 6    |

### World Games
| Konkurencje | 2013 |
| Prowadzenie | 3    |

### Mistrzostwa Europy
| Konkurencje        | 2006 | 2008 | 2010 | 2013 | 2015 |
| Bouldering         | —    | 37   | 13   | —    | —    |
| Prowadzenie        | 31   | 14   | 5    | 3    | 11   |
| Wspinaczka na czas | —    | —    | 43   | —    | —    |

### Rock Master
| Konkurencje | 2008 | 2010 | 2011 | 2013 |
| Prowadzenie | 5    | 16   | —    | 8    |
| Duel        | —    | —    | 5    | 3    |